# Morgade
Morgade ist eine Gemeinde (Freguesia) im portugiesischen Kreis Montalegre. In ihr leben 195 Einwohner (Stand 19. April 2021).